# Martin Pringle
Martin Ulf Pringle (Göteborg, 18 novembre 1970) è un dirigente sportivo, allenatore di calcio ed ex calciatore svedese, di ruolo attaccante.